# Pelecystola
Pelecystola is een geslacht van vlinders van de familie echte motten (Tineidae).

## Soorten
- P. decorata Meyrick, 1920
- P. fraudulentella (Zeller, 1852)
- P. melanchares (Meyrick, 1937)
- P. polysticha (Meyrick, 1938)
- P. tephrinitis (Meyrick, 1911)